# Опахи
Опахи (лат. Lampris) — род морских лучепёрых рыб из отряда опахообразных (Lampriformes), единственный современный род в семействе опаховых (Lampridae).

## Описание
У опахов овальное уплощенное с боков тело, длиной до 2 м у обыкновенного опаха и до 1,1 м у низкотелого. Масса рыб может достигать соответственно 270 и 30 кг. Боковая линия над грудными плавниками дугообразно изогнута вверх. Спинной и анальный плавники длинные, в первом 48—56 лучей, во втором 33—42 луча, в брюшных плавниках по 12—17 лучей. Чешуи очень маленькие, циклоидные. Позвонков 41—46.
Глубоководный обыкновенный опах благодаря движениям грудных плавников может постоянно поддерживать в теле температуру, которая в среднем на 5° C выше, чем в окружающей воде.

## Образ жизни
Пелагические рыбы, широко распространённые в водах всех океанов от тропиков до полярных широт. Питаются мелкими рыбами, головоногими моллюсками, крилем.

## Классификация
До 2018 года в состав рода включали два современных и один ископаемый вид:
- Lampris guttatus — Обыкновенный опах[1], или краснопёрый опах[5], или солнечная рыба[5], Северо-восточная Атлантика, включая Средиземное море;
- Lampris immaculatus — Низкотелый опах[1], полярные и умеренные воды Южного полушария;
- † Lampris zatima — поздний миоцен южной Калифорнии[6].

В 2018 году из вида L. guttatus было выделено несколько новых видов
- Lampris australensis Underkoffler, Luers, Hyde & Craig, 2018 — Южное полушарие, в Тихом и Индийском океанах[7]
- Lampris incognitus Underkoffler, Luers, Hyde & Craig, 2018 — центральная и восточная северная Пацифика[7]
- Lampris lauta Lowe, 1860  — восточная часть Атлантического океана, включая Средиземное море, Азорские и Канарские острова[7]
- Lampris megalopsis Underkoffler, Luers, Hyde & Craig, 2018  — всесветно, включая Мексиканский залив, Индийский океан и западную часть Тихого океана[7]

Кроме опахов в семейство опаховых включают полностью вымерший род Megalampris.

## Фото

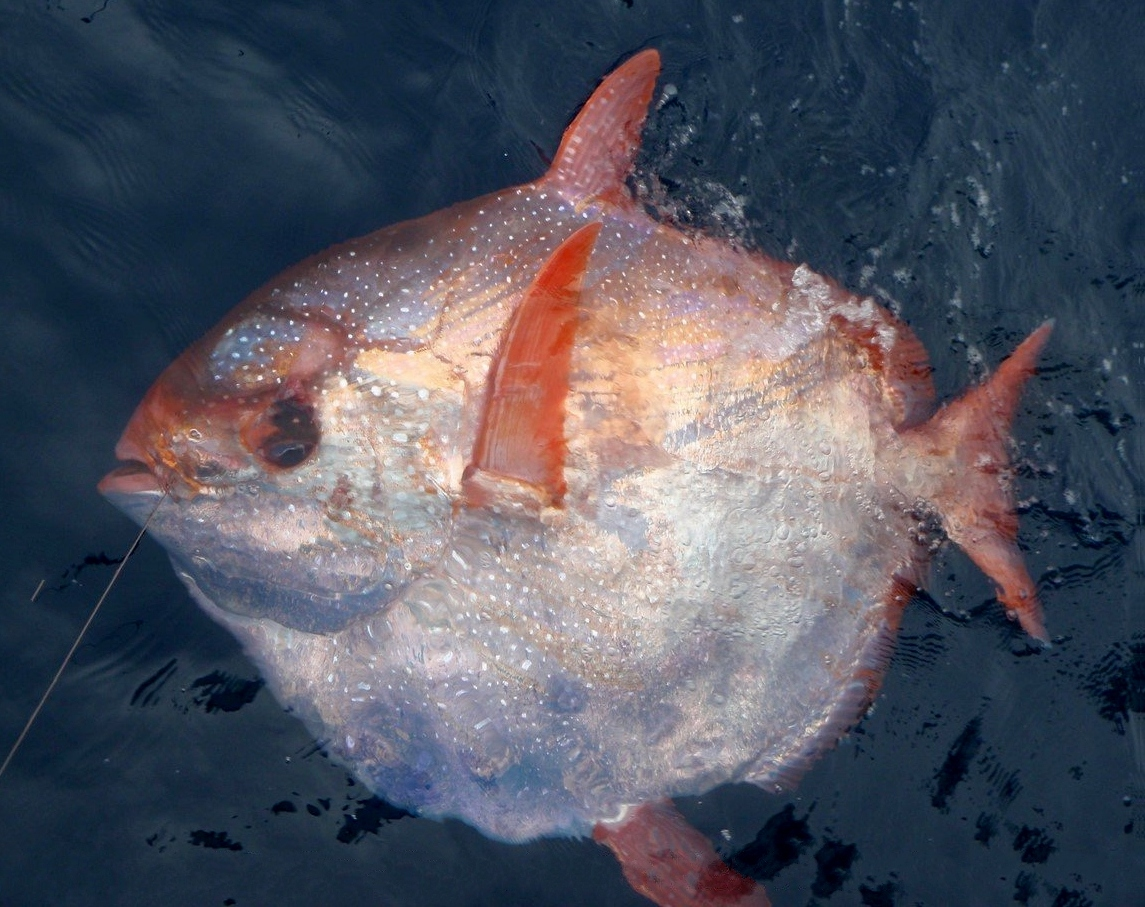
Обыкновенный опах
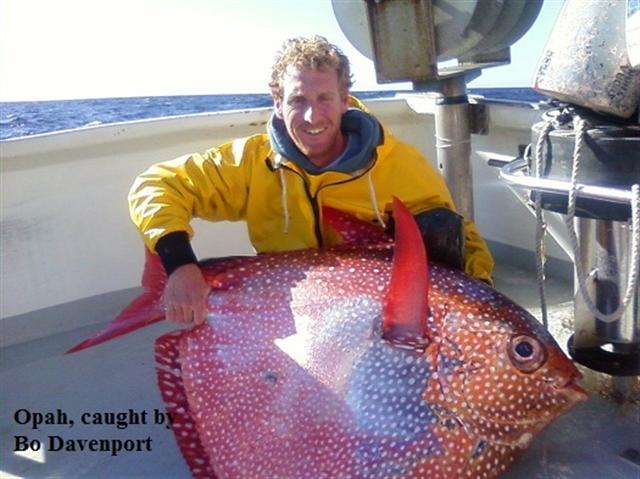
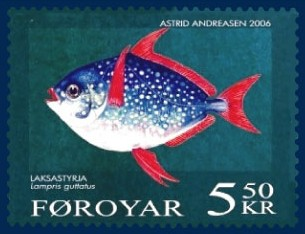
На марке Фарерских островов